# 心から君が好き 〜マリアージュ〜
「心から君が好き〜マリアージュ〜」（こころからきみがすき マリアージュ）は、DEENの39thシングルである。

## 作品解説
表題曲の「心から君が好き〜マリアージュ〜」は、『神の雫』のファンである池森秀一のオファーにより、原作者である樹林伸と歌詞を共作したコラボレーション楽曲である。当初は前年の冬に発売する予定だったが春に発売する事になり、歌詞を書き直してウエディングソングとなった。カップリング曲の「Hello」は47都道府県ツアーのテーマソングとなっている。
初回生産限定盤には3月に行われたBillboardでのライヴ音源を収録した特典CDが付属している。

## 収録曲

### CD
1. 心から君が好き〜マリアージュ〜
作詞：樹林伸・池森秀一　作曲：田川伸治　編曲：DEEN
2. 雨がいつか上がるように
作詞：樹林伸　作曲：山根公路　編曲：DEEN
3. Hello
作詞：池森秀一　作曲：池森秀一・山根公路
4. 心から君が好き〜マリアージュ〜<off vocal version>
5. 雨がいつか上がるように<off vocal version>
6. Hello<off vocal version>

### 特典CD (初回生産限定盤のみ)
DEEN AOR NIGHT CRUISIN'～1st Groove～ at Billboard Live OSAKA
1. Re-Birth
2. Lost time
3. ROUTE 466
4. 終章
5. NIGHT CRUISIN'
6. 太陽と花びら
7. ユートピアは見えてるのに
8. magic
9. 空もハレルヤ

## 収録アルバム
心から君が好き 〜マリアージュ〜
『マリアージュ』※Album Mixとしての収録
『DEENAGE MEMORY -20周年記念ベストアルバム-』
『DEEN The Best FOREVER 〜Complete Singles +〜』
『Ballads in Love 〜The greatest love songs of DEEN〜』※新録音での収録
雨がいつか上がるように
『マリアージュ』※Album Mixとして
『Another Side Memories〜Precious Best II〜』
Hello
『Another Side Memories〜Precious Best II〜』